# Santiago Briñone
Santiago Briñone (28 dicembre 1996) è un calciatore argentino, centrocampista dell'Estudiantes (BA).

## Caratteristiche tecniche
È un centrocampista offensivo.

## Carriera
Cresciuto nel settore giovanile del Patronato, ha esordito in prima squadra il 22 settembre 2018 in occasione del match di campionato perso 3-2 contro il San Lorenzo.